# Oedosmylus
Oedosmylus is een geslacht van insecten uit de familie van de watergaasvliegen (Osmylidae), die tot de orde netvleugeligen (Neuroptera) behoort.

## Soorten
- O. brevis New, 1990
- O. latipennis Kimmins, 1940
- O. montanus Kimmins, 1940
- O. nebulosus New, 1990
- O. pallidus (McLachlan, 1863)
- O. parvus New, 1990
- O. sclerotus New, 1990
- O. tasmaniensis Krüger, 1913